# Strejeștii de Sus
Strejeștii de Sus – wieś w Rumunii, w okręgu Aluta, w gminie Strejești. W 2011 roku liczyła 1706 mieszkańców. 